# Mindenből csak egy
A Mindenből csak egy Nemere István 2004-ben írt, a Galaktika magazin 178. számában megjelent sci-fi-novellája. Az alkotást 2005-ben Zsoldos Péter-díjjal jutalmazták.

## Történet
A 21. század közepének világban a klónozás a mindennapok hétköznapi részévé vált. Minden és mindenki pótolható: az egyforma növények és állatok a klónozás eredményei, nem a természet alakítja, formálja az élőlényeket. Bizonyos mértékben a halál sem létezik, hiszen mindenki pótolható, újra teremthető. A tehetetlen főhős ez ellen lázad, mert attól fél, hogy egy ilyen világban az életnek semmilyen értéke nem marad.

## Szereplők
- Rem, 45 éves farmer, családapa
- Korra, Dan, Boss, Brom, Xilla: Rem gyermekei
- Crinna, Rem felesége